# Paul Coverdell
Paul Douglas Coverdell est un homme politique américain né le 20 janvier 1939 à Des Moines (Iowa) et mort le 18 juillet 2000 à Atlanta. Membre du Parti républicain, il est notamment sénateur des États-Unis pour la Géorgie de 1993 à sa mort.

## Biographie
Né à Des Moines, dans l'Iowa, Paul Coverdell grandit dans le comté de Cobb en Géorgie puis dans le Missouri. Il fréquente l'université d'État de Géorgie et sort diplômé en journalisme de l'université du Missouri en 1961. Une fois diplômé, il sert pendant deux ans dans l'armée de terre des États-Unis, à Okinawa, à Taïwan et en Corée. Devenu homme d'affaires, il est notamment propriétaire d'une compagnie d'assurance.
Il est élu au Sénat de Géorgie en 1970. Il y dirige la minorité républicaine de 1974 à son départ de l'assemblée en 1989. Président du Parti républicain de Géorgie de 1985 à 1987, il participe à la campagne présidentielle de George H. W. Bush de 1988. Ce dernier le nomme directeur des Corps de la paix lorsqu'il est élu président des États-Unis,. Il est en poste entre 1989 et 1991.
Lors des élections sénatoriales américaines de 1992, Paul Coverdell est candidat face au sénateur démocrate Wyche Fowler. Pendant de nombreux mois, il fait diffuser des publicités négatives à l'encontre du sénateur sortant, qu'il accuse d'augmenter les taxes et de ne pas soutenir la guerre du Golfe. Le 3 novembre, il est légèrement devancé par le sénateur sortant, rassemblant 48 % des voix contre 49 % pour Fowler. Cependant, puisque aucun candidat n'atteint 50 % des suffrages, un deuxième tour est organisé. À la fin du mois de novembre, il est remporte de justesse l'élection, malgré l'important soutien du nouveau président Bill Clinton à son adversaire,. Ce second tour est cependant marqué par une forte abstention (38 % de participation contre 72 % au premier tour).
Il est réélu avec environ 52 % des voix face au millionnaire Michael Coles lors des élections sénatoriales de 1998, malgré l'inquiétude de certains républicains à l'égard de son style discret. C'est la première fois qu'un sénateur républicain est réélu en Géorgie depuis la Reconstruction.
Proche de George H. W. Bush et du chef de la majorité républicaine au Sénat Trent Lott, Coverdell s'occupe de la liaison entre le Sénat et la campagne présidentielle de George W. Bush en 2000,.
Le 18 juillet 2000, il meurt des suites d'une hémorragie cérébrale,.